# Cratere Nasmyth
Nasmyth è un cratere lunare da impatto intitolato all'ingegnere e astronomo scozzese James Nasmyth, situato vicino alla zona sud ovest della Luna. È annesso al bordo sud est del cratere Wargentin e la metà meridionale è ricoperta dal più largo cratere Phocylides.

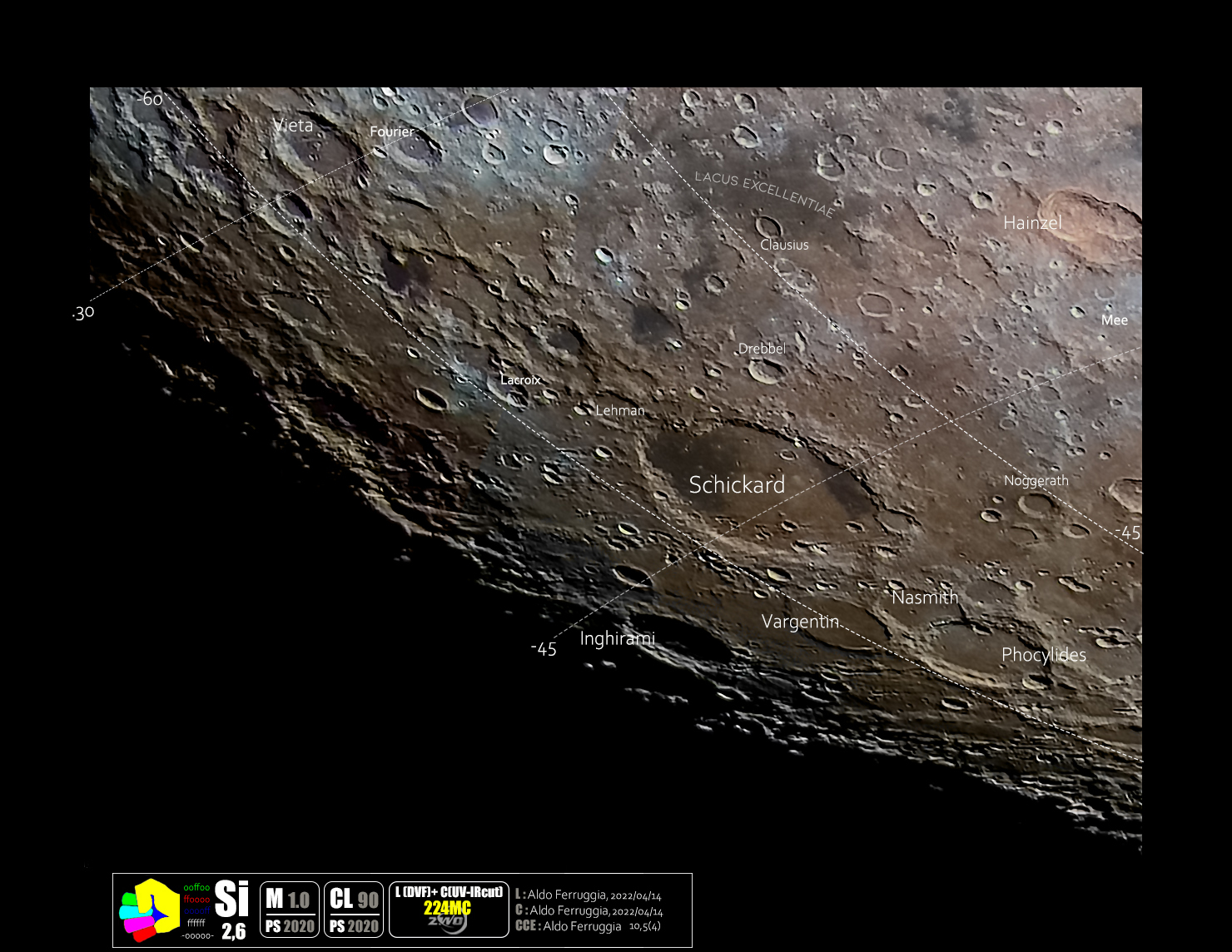
Immagine Selenocromatica(Si) del cratere(in basso a destra)

I bordi di Nasmyth sono logorati e coperti in diversi punti da piccoli crateri, il più degno di nota è "Nasmyth D" che giace sul bordo nord. Il fondo è stato sommerso da colate di lava in passato, rendendo la superficie relativamente piatta e il bordo basso. Non è presente una sommità centrale nel cratere, ma il fondo è coperto da diversi piccoli crateri.

## Crateri correlati
Alcuni crateri minori situati in prossimità di Nasmyth sono convenzionalmente identificati, sulle mappe lunari, attraverso una lettera associata al nome.
| Nasmyth | Latitudine | Longitudine | Diametro |
| ------- | ---------- | ----------- | -------- |
| D       | 49.2° S    | 55.3° W     | 13 km    |
| E       | 49.9° S    | 57.6° W     | 5 km     |
| F       | 50.0° S    | 53.5° W     | 9 km     |
| G       | 49.6° S    | 53.8° W     | 7 km     |